# Orcines
Orcines település Franciaországban, Puy-de-Dôme megyében. Lakosainak száma 3584 fő (2022. január 1.). Orcines Chanat-la-Mouteyre, Chamalières, Clermont-Ferrand, Durtol, Saint-Ours, Ceyssat, Saint-Genès-Champanelle és Royat községekkel határos.

## Népesség
A település népességének változása:
| Lakosok száma | 3314 | 3357 | 3451 | 3388 | 3440 | 3493 | 3545 | 3566 | 3584 |
|               | 2013 | 2015 | 2016 | 2017 | 2018 | 2019 | 2020 | 2021 | 2022 |